# ジャンビ州知事一覧
本項では、ジャンビ州知事（Gubernur Jambi）を一覧する。ジャンビ州知事は、ジャンビ州の首長である。 最初の州知事はジャミン・ダトゥック・バギンドで1957年2月8日就任。最も直近に選出された州知事はアル・ハリスで2025年2月20日就任。最も長い期間務めた州知事はマシクン・ソフワンとアブドゥルラフマン・サユティで、それぞれ約10年間務めた。最も短い期間務めた州知事はリダム・プリスカップで、2015年8月3日から8月5日までの僅か2日務めた。

## 州知事一覧
インドネシア共和国国軍
  国民信託党
  民主党
  グリンドラ党
  無所属
| 職名 | 氏名                                           | 画像 | 出身等                 | 任期                                        | 副知事                                                  |
| ---- | ---------------------------------------------- | ---- | ---------------------- | ------------------------------------------- | ------------------------------------------------------- |
| —    | ジャミン・ダトゥック・バギンド                 |      | 無所属                 | 1957年2月8日 ‐ 1957年                       | 空席                                                    |
| 1    | ユスフ・シンゲデカネ                           |      | インドネシア共和国国軍 | 1957年 ‐ 1967年                             | 空席                                                    |
| —    | アブドゥル・マナップ                           |      | 無所属                 | 1967年 ‐ 1968年                             | 空席                                                    |
| 2    | ラデン・モハマッド・ヌル・アフマド・ディブラタ |      | 無所属                 | 1968年 ‐ 1974年                             | 空席                                                    |
| 3    | ジャマルディン・タンブナン                     |      | インドネシア共和国国軍 | 1974年 ‐ 1979年                             | 空席                                                    |
| —    | エディ・サバラ                                 |      | 無所属                 | 1979年 ‐ 1979年                             | 空席                                                    |
| 4    | マシクン・ソフワン                             |      | 無所属                 | 1979年 ‐ 1984年1984年 ‐ 1989年              | アブドゥルラフマン・サユティ                            |
| 5    | アブドゥルラフマン・サユティ                   |      | 無所属                 | 1989年 ‐ 1994年1994年 ‐ 1999年              | ムサ ハシップ・カリムディン・シャム                     |
| 6    | ズルキフリ・ヌルディン                         |      | 国民信託党             | 1999年12月10日 ‐ 2004年12月10日             | ウテン・スリヤディアトナ ハシップ・カリムディン・シャム |
| —    | スダルソノ・ハルジョスカルト                   |      | 無所属                 | 2005年1月5日 ‐ 2005年8月3日                 | 空席                                                    |
| (6)  | ズルキフリ・ヌルディン                         |      | 国民信託党             | 2005年8月3日 ‐ 2010年8月3日                 | アントニー・ゼイドラ・アビディン                        |
| 7    | ハッサン・バスリ・アグス                       |      | 民主党                 | 2010年8月3日 ‐ 2015年8月3日                 | ファロリ・ウマール                                      |
| —    | リダム・プリスカップ                           |      | 無所属                 | 2015年8月3日 ‐ 2015年8月5日                 | 空席                                                    |
| —    | イルマン                                       |      | 無所属                 | 2015年8月5日 ‐ 2016年2月12日                | 空席                                                    |
| 8    | ズミ・ゾラ                                     |      | 国民信託党             | 2016年2月12日 ‐ 2019年1月17日               | ファロリ・ウマール                                      |
| 9    | ファロリ・ウマール                             |      | グリンドラ党           | 2019年2月13日 ‐ 2021年2月12日               | 空席                                                    |
| —    | スディルマン                                   |      | 無所属                 | 2021年2月12日 ‐ 2021年2月18日               | 空席                                                    |
| —    | ハリ・ヌル・チャヒャ・ムルニ                   |      | 無所属                 | 2021年2月18日 ‐ 2021年7月7日                | 空席                                                    |
| 10   | アル・ハリス                                   |      | 国民信託党             | 2021年7月7日 ‐ 2025年2月20日2025年2月20日 ‐ | アブドゥラ・サニ                                        |